# Васильєвка (Акбулацький район)
Васи́льєвка (рос. Васильевка) — село у складі Акбулацького району Оренбурзької області, Росія.

## Населення
Населення — 369 осіб (2010; 483 у 2002).
Національний склад (станом на 2002 рік):
- росіяни — 49 %